# Stadtgliederung der Stadt Bern

Stadtteile und statistische Bezirke von Bern

Bern ist in sechs Stadtteile aufgeteilt, die in insgesamt 32 statistische Bezirke unterteilt sind. Feinere bernweit einheitliche Unterteilungen sind die im Jahr 2011 gemeinsam mit den Quartierkommissionen festgelegten 114 gebräuchlichen Quartiere (die Bern vollständig und überschneidungsfrei abdecken und umgangssprachlich nur als «Quartiere» bezeichnet werden), sowie die weniger genutzten 792 Kleinquartiere.
Als Quartier bezeichnet werden  umgangssprachlich in Bern auch die statistischen Bezirke und sogar die Stadtteile.
Darüber hinaus haben einige Stadtteil- oder Quartiervertretungen noch eigene Einteilungen innerhalb ihres Gebietes, die sich mehr oder weniger an die bernweite Einteilung anlehnen oder spezifisch sind, wobei es keine Hinweise auf Konflikte oder Angleichungsbedarf gibt.

## Quartiere

### Bedeutung der Quartiere in der Schweiz allgemein
Der Schweizerische Städteverband sieht in für die Quartierentwicklung die Wohnungspolitik von Bedeutung. Wohnen höre aber nicht an der Haus- oder Wohnungstüre auf, die Wohn- und Lebensqualität hänge auch von der Umgebung im Quartier ab. Die Quartierentwicklung leiste einen wichtigen Beitrag zur sozialen Durchmischung oder dem gesellschaftlichen Zusammenhalt. Im Auftrag des Bundes wird ein «Netzwerk Lebendige Quartiere» als Informations- und Austauschplattform zur Quartierentwicklung unterhalten. Erfahrungsaustausch und neue Erkenntnisse zu vermitteln sowie auf verschiedenen Veranstaltungen zu diskutieren sind dort Schwerpunkte.
Für die Suche nach Lösungen, die einem sozialen Zusammenhalt unter den Bedingungen einer zunehmenden Alterung der Gesellschaft, des Bevölkerungswachstums, sich verändernden Gewohnheiten und der Verdichtung der Siedlungen gewährleisten, werden Quartiere als ideal angesehen. Sie sind weniger komplex als die gesamte Stadt – stellen dennoch eine vernetzte Einheit dar. Unter dem Stichwort «Nachhaltige Entwicklung» werden diese Fragen auch diskutiert. Die Agenda 2030 für nachhaltige Entwicklung der UNO umzusetzen hat sich 2015 der Bundesrat verpflichtet. Anfang 2016 wurde die «Strategie Nachhaltige Entwicklung 2016 bis 2019» dazu verabschiedet. Mit einer nachhaltigen Entwicklung in allen Quartieren würde ein substanzieller Beitrag zur Erreichung der nationalen und weltweiten Ziele geleistet.

### Quartiere in Bern
Üblicherweise sind Quartiere eine Einteilung unabhängig vom Gebiet eines Stadtteils oder Stadtbezirks. In Bern werden vom Stadtteil bis zum Kleinquartier alle bernweit geltenden Einteilungen auch als Quartier bezeichnet bzw. sind umgangssprachlich nur als Quartier bekannt. Über die bernweite Einteilung hinaus haben einzelne Quartiervereinigungen noch eigene Systematiken und Benennungen, die mehr oder weniger mit der bernweiten Systematik übereinstimmen. Namensgleichheit bedeutet nicht immer geografische Entsprechung, wie für das geografisch gleiche Gebiet auch unterschiedliche Namen verwendet werden können.
In einer Analyse «Bausteine für die Stadtregion Bern 2030» wird damit gerechnet, dass weitere Fusionen in der Stadtregion Bern erfolgen. Der Erhalt lokaler Traditionen und Identitäten sowie der Bürgernähe, kann z. B. mittels verbesserter Quartierpolitik erreicht werden. Sie bilden dabei keine weitere Verwaltungsstufe. Die bessere Berücksichtigung kann u. a. durch regelmässige Untersuchungen zur Quartierversorgung und die Stärkung der Quartierkommissionen erfolgen. Stadtteilkonferenzen können dazu genutzt werden, wichtige soziale Themen zu bestimmen und Entwicklungen in den Quartieren früh zu erkennen und darauf zu reagieren.

## Bernweite Stadtgliederungen
Bernweit existieren vier Untergliederungen mit unterschiedlichem Auflösungsgrad. Die ersten beiden davon sind administrative Gliederungen:

### Stadtteile
Die sechs Stadtteile – Stadtteil I bis Stadtteil VI – bilden die grobste Unterteilung von Bern. Sie gliedern die Stadt in den Kern Innere Stadt und vier diesen Kern umschliessende Stadtteile (Länggasse-Felsenau, Mattenhof-Weissenbühl, Kirchenfeld-Schosshalde und Breitenrain-Lorraine). Im Westen liegt der flächenmässig grösste und bevölkerungsreichste Stadtteil Bümpliz-Oberbottigen ohne Grenze an die Innere Stadt. Die letzte Änderung an den Stadtteilen trat Anfang 2001 in Kraft. Der statistische Bezirk Beundenfeld kam vom Stadtteil V in den Stadtteil IV. Die Gemeinde- bzw. BFS-Nummer von Bern ist 351, die Stadtteile tragen keine eigenen Nummern.
Im «Reglement über die politischen Rechte (RPR)» werden diese als Quartiere bezeichnet und je eine anerkannte Quartierorganisation als Verein kann die Interessen der Quartierbevölkerung vertreten, Stellung zu politischen Entscheiden nehmen und die Bevölkerung über Vorhaben und Aktivitäten der städtischen Behörden informieren. In Quartieren ohne diese Quartierorganisation führen Gemeinderat und Verwaltung Gespräche in der Regel nur gemeinsam mit allen interessierten Kreisen.

### Statistische Bezirke
Die 32 statistischen Bezirke bestehen in dieser Form seit 1960 und sind Basis vieler Auswertungen für die Stadtverwaltung. Sie werden umgangssprachlich ebenfalls oft als Berner Quartiere bezeichnet. Im Jahrbuch und bei anderen veröffentlichten Statistiken sind die statistischen Bezirke zumeist die feinste Unterteilung. Sie decken die Stadt vollständig und ohne Überschneidungen ab. Die Statistischen Bezirke tragen «BFS-Codes» fortlaufend von 351001 bis 351032 (die ersten 3 Ziffern ist Gemeindenummer von Bern). Das Bundesamt für Statistik verwendet für sein Projekt «City Statistics» (früher Urban Audit) eine Liste von «statistischen Quartieren» für ihr Monitoring, die mit den statistischen Bezirken identisch ist.
Siehe unten: Übersicht aller Stadtteile und statistischen Bezirke

### Gebräuchliche Quartiere
Die 114 gebräuchlichen Quartiere wurden in Zusammenarbeit mit den Quartierkommissionen der Stadt Bern 2011 gebildet, um neben die offizielle administrative Gebietseinteilung eine Gliederung zu stellen, welche die Stadt Bern aus der Sicht der Quartierarbeitenden und Anwohnenden abbildet (Lebensweltperspektive). Es wurde bemängelt, dass eine Raumeinteilung fehlt, die weder zu gross (Nivellierung von Unterschieden) noch zu klein oder zerstückelt ist. Quartiere sollen als Einheiten wahrgenommen werden und in sich relativ homogen sein (ähnliche Bevölkerungsstruktur). Sie orientieren sich an der Lebenswelt der Quartierbewohner und werden insbesondere von den Quartierarbeitenden als Einheit gesehen. Sie bestehen aus mehreren Kleinquartieren und gehen z. T. über die Grenzen eines statistischen Bezirks hinaus, Stadtteilgrenzen werden aber nicht überschritten. Vor allem für die Verfolgung der demografischen Entwicklungen und Prognosen wird dies als eine taugliche Ebene angesehen.
Umgangssprachlich werden sie ebenfalls nur als Quartiere bezeichnet bzw. sind unter diesem Namen bekannt. Das Wort «gebräuchlich» steht laut Duden u. a. für allgemein üblich, gängig oder geläufig und so ist es auch hier gemeint. Offizielle Quellen wie amtliche Karten oder die Berichterstattungen verwenden für diese Menge der 114 «Quartiere» allerdings den Namen «gebräuchliche Quartiere» und es ist die einzige Einteilung, die ganz Bern einheitlich und überschneidungsfrei abdeckt. Sie sind in Berichten dreistellig nummeriert, die erste Ziffer entspricht der Nummer des Stadtteils, die nächsten beiden sind eine fortlaufende Nummer, in jedem Stadtteil bei "01" beginnend.
In den einzelnen Stadtteilen differenziert man dabei unterschiedlich stark. Während es in Kirchenfeld-Schosshalde 37 Quartiere sind, hat das bevölkerungsreichere und flächenmässig grössere Mattenhof-Weissenbühl nur 15, Breitenrain-Lorraine mit der doppelten Einwohnerzahl sogar nur 11. Dabei gibt es Fälle, wo das gebräuchliche Quartier und der statistische Bezirk identisch sind (z. B. Altenberg), wo sie gleich benannt werden, aber nicht identisch sind (z. B. Holligen) oder sie identisch sind, aber unterschiedlich benannt werden (z. B. Weissenstein und Hardegg/Weissenstein). Das Quartier kann in mehreren statistischen Bezirken liegen (z. B. Riedern) oder ein gebräuchliches Quartier kann aus mehreren statistischen Bezirken bestehen (z. B. Obere Altstadt). Länggasse als gebräuchliches Quartier liegt gleich in vier statistischen Bezirken. Einer davon trägt zudem selbst den Namen Länggasse und beinhaltet neben dem Anteil des Länggassquartiers noch drei weitere gebräuchliche Quartiere. Dies trägt nicht selten zu Unschärfen bei, was bei alleiniger Namensnennung gemeint ist.
Neben den veröffentlichten Berichten von Statistik Bern bzw. Map Bern erwähnen wissenschaftliche Untersuchungen, Studien, Presseberichte und weitere Dokumente von Quartierkommissionen diese Einteilung bzw. nehmen Bezug darauf (auch unter Berücksichtigung der Tatsache, dass sie umgangssprachlich nur Quartiere genannt werden).
In einzelnen Streitfällen berufen sich auch einzelne Quartiervereine auf diese Einteilung der gebräuchlichen Quartiere. Beispielsweise schätzt die Quartierkommission Bern-Bümpliz 2019 die Einteilung der gebräuchlichen Quartiere als «breit abgestützt» ein und betont dabei die gemeinsame Erarbeitung mit den Quartierkommissionen.
Siehe unten: Übersicht aller statistischen Bezirke und gebräuchlichen Quartiere

### Kleinquartiere
Die 792 Kleinquartiere sind die ebenfalls 2011 überarbeiteten kleinsten Einheiten. Sie dienen als «Puzzlestücke», mit denen sich lückenlos alle Einteilungen herstellen lassen. Bei der Überarbeitung in den Jahren 2009/2010 wurde diese Einteilung verfeinert. Aus Datenschutzgründen werden statistische Daten auf dieser Stufe allerdings nicht publiziert.

## Weitere lokale Quartiere innerhalb einzelner Stadtteile
Es gibt weitere als Quartier bezeichnete Wohnviertel unterschiedlicher Grösse, die nicht immer Bezug auf die bernweit vorhandene Einteilung nehmen. Beispiele sind das Nordquartier des Leists Bern-Nord oder das Südquartier des Leists Bümpliz. Leist ist in Bern eine Bezeichnung für Quartierverein und deren Interessengebiete können ein oder mehrere Quartiere, Kleinquartiere oder sogar nur Gassen umfassen. Einige sind im Verband der Quartier- und Gassenleiste der Stadt Bern und Umgebung (VQGL) organisiert. Auch die Vereinigung Berner Gemeinwesensarbeit (VBG) vereint Trägervereine von Quartierzentren sowie ehrenamtlich geführter Quartiertreffs. An verschiedenen Standorten leisten Fachpersonen Quartierarbeit. Die VBG baut bernweit ein Angebot Nachbarschaft Bern auf. Es will Menschen, die Unterstützung im Alltag brauchen und solche, die es leisten können, zusammenbringen. Ab Dezember 2020 umfasst es die Stadtteile 1 bis 5. Dabei wird mit der Direktion für Bildung, Soziales und Sport der Stadt Bern und verschiedenen lokalen Organisationen zusammengearbeitet. In seinem «Sozialwegweiser» gibt die Stadt Bern ebenfalls eine Übersicht über Quartiere (Quartierorganisationen, Quartierzentren und andere Einrichtungen).
Anerkannte Quartierorganisationen der Stadtteile können Einfluss auf politische Entscheide zu ihrem Stadtteil («Quartier») nehmen, sie werden dazu von der Stadt subventioniert. Sie arbeiten auf Delegiertenbasis, Mitglied können alle Organisationen mit quartierspezifischer Zielsetzung (insbesondere Leisten und Quartiervereine) sowie Parteien werden. Die Rechte sind im «Reglement über die politischen Rechte (RPR)» geregelt. Mit Ausnahme der Innenstadt gibt es diese Vertretungen mit Stand Oktober 2020 in allen Stadtteilen.

Teilweise benutzen sie eigene lokale Einteilungen ihrer Quartiere bzw. diejenigen der beteiligten Quartiervereinigungen.
- Die Quartierkommission Länggasse Engehalbinsel (QLE) ist dies für den Stadtteil II. Im Quartierguide wird auf die sechs statistischen Bezirke hingewiesen, ansonsten nur zwischen Länggasse und Engehalbinsel unterschieden.[34][35]
- «Quartiermitwirkung Stadtteil 3» (QM3) ist für den Stadtteil 3 die anerkannte Vertretung. Die dort unterschiedenen Quartiere Holligen, Weissenstein, Mattenhof, Monbijou, Weissenbühl entsprechen namentlich statistische Bezirken, Sandrain-Marzili bezieht sich auf den statistischen Bezirk Sandrain.[36]
- Die Quartiervertretung Stadtteil IV (QUAV 4) nennt intern systematisch die sechs statistische Bezirke ihres Gebietes Quartiere und die 37 dort befindlichen gebräuchlichen Quartiere Kleinquartiere. Sie publiziert allerdings auch die Karte der gebräuchlichen Quartiere[3], was auf ein Nebeneinander der bernweiten und eigenen Einteilung hinweist. Es gibt einige Benennungsunterschiede: Sie führt ein Quartier Burgfeld/Galgenfeld, welches namentlich alle gebräuchlichen Quartiere des statistischen Bezirkes Beundenfeld als Kleinquartiere enthält. Die weiteren fünf lokal geführten Quartiere entsprechen namentlich statistischen Bezirken und die ihnen zugeordneten gebräuchlichen Quartiere werden gleichfalls verwendet und Kleinquartiere genannt. Auch bei gleichem Namen ist nicht immer davon auszugehen, dass sie flächenmässig identisch sind.[37]
- DIALOG Nordquartier ist die offiziell anerkannte Quartierkommission des Stadtteils V. Sie nimmt Bezug auf die statistischen Bezirke im Stadtteil als detaillierte geografische Beschreibung und nennt diese auch so.[38]
- Die Quartierkommission Bümpliz-Bethlehem (QBB) vertritt den Stadtteil VI, eine spezifische Quartiereinteilung wird aktuell nicht vorgestellt.[39]
- Im Stadtteil I «Innere Stadt» existiert eine anerkannte Quartiervertretung gegenwärtig nicht.[40] Dennoch gibt es die «Vereinigten Altstadtleiste Bern» (VAL), wo fünf einzelne Altstadtleiste in einer Dachorganisation zusammenarbeiten.[41]

Die historisch zu unterschiedlichen Zeiten an verschiedenen Stellen entstandenen Zusammenschlüsse, Vereinigungen und Einteilungen existieren nebeneinander, ohne dass Hinweise auffindbar sind, dass dies konfliktfhaft sei oder Forderungen hinsichtlich einer Vereinheitlichung gestellt würden. Der 2011 gemeinsam gefundene bernweite Kompromiss der Einteilung in (gebräuchliche) Quartiere wird von lokalen Einteilungen unterschieden.

## Sonstige Stadtgliederungen

### Schulkreise
Die sechs Schulkreise orientieren sich überwiegend an den Stadtteilen mit einzelnen Abweichungen. Die Innere Stadt wurde aufgeteilt in die 4 umgebenden Stadtteile und dafür werden Bümpliz (wozu Oberbottigen gehört) und Bethlehem aus den Stadtteil VI unterschieden. Jeder Schulkreis verfügt über drei bis vier Standorte mit Kindergärten, Primar- und Sekundarstufe. Sie bilden die schulpolitischen und schulplanerischen Einheiten.

### Quartiere der Denkmalpflege
Die Quartiereinteilung der Denkmalpflege in 12 Quartiere bildet die Basis für die Systematisierung und Darstellung aller schützenswerten und erhaltenswerten Bauten im Bauinventar der Stadt Bern, welches in den 1980er Jahren erstellt und 2013 bis 2015 einer Gesamtrevision unterzogen wurde. Im Bauinventar werden Schützenswerte Bauten, Erhaltenswerte Bauten, Baugruppen und Strukturgruppen sowie – ohne rechtswirksame Einstufung – Beachtenswerte Bauten und Gebäude nach 1900 aufgeführt.

### Volkszählungsquartiere
Die 292 Volkszählungsquartiere wurden erstmals für die Eidg. Volks- und Wohnungszählung 1980 verwendet. Es sind möglichst homogene Gebilde, die maximal 1000 Personen umfassen sollen. Anlässlich der Kleinquartierüberarbeitung erfuhr diese Einteilung kleine Anpassungen.

### Wahlkreise
Wahlkreise sind wie folgt festgelegt: Für Nationalrat, bernische Mitglieder im Ständerat und den Regierungsrat ist der Kanton ein einheitlicher Wahlkreis. Bei Grossratswahlen bildet die Stadt Bern einen von 9 Wahlkreisen im Kanton. Für Gemeindewahlen und städtische Abstimmungen existieren 6 «Zählkreise» oder «Urnenkreise», die identisch mit den Stadtteilen sind.

### Postleitzahlenbereiche
Die Postleitzahlenbereiche wurden nach den Bedürfnissen der Post festgelegt und sind eine eigene Gliederung. Beispielsweise kommt es auch vor, dass randständige Gebiete Postleitzahlen des Umlandes tragen, weil die Zustellung von dort erfolgt.

### Kirchgemeinden
Die ev.-ref. Gesamtkirchgemeinde Bern unterscheidet 9 verschiedene Kirchgemeinden. Die röm.-katholische Gesamtkirchgemeinde Bern und Umgebung hat 4 Gemeinden auf dem Gebiet der Stadt Bern.

## Kartenübersicht der Stadtteile und der statistischen Bezirke
Berner Stadtteile und statistische Bezirke

## Kennwerte für die Stadtteile und statistischen Bezirke
Die nachfolgende sortierbare Tabelle mit Stand Ende 2019 stellt für Stadtteile und statistische Bezirke Grösse, Einwohnerzahl (Gesamtbevölkerung), Heimat sowie Zusammensetzung nach Alter und Geschlecht dar (ml: männlich; wl: weiblich).

| Stadtteil                            | Statist. Bezirk    | BFS-Code | Fläche (ha) | Ein- wohner | ...pro km2 | ml % Schweiz | wl % Schweiz | ml % Ausland | wl % Ausland | Ausl.- anteil % | 0–6 Jahre % | 7–15 Jahre % | 16–19 Jahre % | 20–64 Jahre % | > 64 Jahre % |
| ------------------------------------ | ------------------ | -------- | ----------- | ----------- | ---------- | ------------ | ------------ | ------------ | ------------ | --------------- | ----------- | ------------ | ------------- | ------------- | ------------ |
| Stadtteil I Innere Stadt             | Schwarzes Quartier | 351001   | 13,7        | 1185        | 8650       | 47           | 53           | 53           | 47           | 14,1            | 6           | 4            | 2             | 73            | 15           |
| Stadtteil I Innere Stadt             | Weisses Quartier   | 351002   | 10,0        | 1001        | 10000      | 54           | 46           | 55           | 45           | 15,9            | 4           | 2            | 1             | 73            | 20           |
| Stadtteil I Innere Stadt             | Grünes Quartier    | 351003   | 14,9        | 1279        | 8561       | 56           | 44           | 57           | 43           | 23,4            | 3           | 1            | 1             | 79            | 16           |
| Stadtteil I Innere Stadt             | Gelbes Quartier    | 351004   | 13,4        | 878         | 6552       | 48           | 52           | 60           | 40           | 24,1            | 2           | 2            | 1             | 57            | 38           |
| Stadtteil I Innere Stadt             | Rotes Quartier     | 351005   | 32,3        | 345         | 1070       | 50           | 50           | 50           | 50           | 33,3            | 3           | 2            | 1             | 80            | 14           |
| Stadtteil I Innere Stadt             | Gesamt             | x        | 84,2        | 4688        | 5568       | 51           | 49           | 56           | 44           | 20,3            | 4           | 2            | 1             | 72            | 20           |
| Stadtteil II Länggasse-Felsenau      | Engeried           | 351006   | 67,4        | 1141        | 1694       | 44           | 56           | 56           | 44           | 17,4            | 8           | 7            | 1             | 61            | 23           |
| Stadtteil II Länggasse-Felsenau      | Felsenau           | 351007   | 308,6       | 3824        | 1239       | 48           | 52           | 50           | 50           | 18,9            | 7           | 8            | 3             | 67            | 15           |
| Stadtteil II Länggasse-Felsenau      | Neufeld            | 351008   | 658,8       | 5429        | 824        | 45           | 55           | 54           | 46           | 17,2            | 6           | 4            | 2             | 76            | 12           |
| Stadtteil II Länggasse-Felsenau      | Länggasse          | 351009   | 29,9        | 3227        | 10775      | 47           | 53           | 50           | 50           | 18,3            | 7           | 4            | 2             | 70            | 17           |
| Stadtteil II Länggasse-Felsenau      | Stadtbach          | 351010   | 27,5        | 1791        | 6506       | 47           | 53           | 55           | 45           | 24,1            | 7           | 6            | 2             | 70            | 15           |
| Stadtteil II Länggasse-Felsenau      | Muesmatt           | 351011   | 41,6        | 4349        | 10454      | 46           | 54           | 50           | 50           | 21,2            | 6           | 6            | 3             | 76            | 10           |
| Stadtteil II Länggasse-Felsenau      | Gesamt             | x        | 1139,9      | 19761       | 1743       | 46           | 54           | 52           | 48           | 19,2            | 7           | 6            | 2             | 72            | 14           |
| Stadtteil III Mattenhof-Weissenbühl  | Holligen           | 351012   | 383,3       | 7227        | 1885       | 46           | 54           | 53           | 47           | 30,4            | 6           | 5            | 2             | 75            | 12           |
| Stadtteil III Mattenhof-Weissenbühl  | Weissenstein       | 351013   | 35,9        | 2340        | 6514       | 47           | 53           | 53           | 47           | 9,9             | 8           | 16           | 4             | 59            | 14           |
| Stadtteil III Mattenhof-Weissenbühl  | Mattenhof          | 351014   | 61,0        | 7009        | 11494      | 46           | 54           | 52           | 48           | 23,3            | 6           | 5            | 2             | 78            | 9            |
| Stadtteil III Mattenhof-Weissenbühl  | Monbijou           | 351015   | 47,0        | 3352        | 7140       | 49           | 51           | 51           | 49           | 22,6            | 6           | 3            | 1             | 79            | 11           |
| Stadtteil III Mattenhof-Weissenbühl  | Weissenbühl        | 351016   | 82,3        | 7246        | 8810       | 47           | 53           | 53           | 47           | 20,9            | 6           | 5            | 2             | 74            | 12           |
| Stadtteil III Mattenhof-Weissenbühl  | Sandrain           | 351017   | 83,3        | 4176        | 5011       | 47           | 53           | 54           | 46           | 21,9            | 7           | 5            | 3             | 72            | 13           |
| Stadtteil III Mattenhof-Weissenbühl  | Gesamt             | x        | 692,8       | 31350       | 4525       | 47           | 53           | 53           | 47           | 23,1            | 6           | 6            | 2             | 74            | 12           |
| Stadtteil IV Kirchenfeld-Schosshalde | Kirchenfeld        | 351018   | 130,8       | 3862        | 2954       | 47           | 53           | 52           | 48           | 20,0            | 7           | 9            | 3             | 63            | 17           |
| Stadtteil IV Kirchenfeld-Schosshalde | Gryphenhübeli      | 351019   | 36,6        | 1859        | 5079       | 47           | 53           | 53           | 47           | 18,8            | 8           | 10           | 3             | 65            | 15           |
| Stadtteil IV Kirchenfeld-Schosshalde | Brunnadern         | 351020   | 132,1       | 4681        | 3542       | 44           | 56           | 52           | 48           | 18,6            | 7           | 9            | 3             | 58            | 23           |
| Stadtteil IV Kirchenfeld-Schosshalde | Murifeld           | 351021   | 121,2       | 4890        | 4034       | 45           | 55           | 51           | 49           | 25,0            | 7           | 9            | 4             | 55            | 25           |
| Stadtteil IV Kirchenfeld-Schosshalde | Schosshalde        | 351022   | 196,8       | 9003        | 4576       | 45           | 55           | 51           | 49           | 21,2            | 6           | 8            | 3             | 63            | 20           |
| Stadtteil IV Kirchenfeld-Schosshalde | Beundenfeld        | 351023   | 222,6       | 2835        | 1251       | 46           | 54           | 52           | 48           | 17,7            | 7           | 8            | 3             | 64            | 18           |
| Stadtteil IV Kirchenfeld-Schosshalde | Gesamt             | x        | 844,0       | 27130       | 3214       | 46           | 54           | 52           | 48           | 20,7            | 7           | 8            | 3             | 61            | 21           |
| Stadtteil V Breitenrain-Lorraine     | Altenberg          | 351024   | 39,9        | 1398        | 3507       | 44           | 56           | 52           | 48           | 16,0            | 6           | 6            | 3             | 54            | 30           |
| Stadtteil V Breitenrain-Lorraine     | Spitalacker        | 351025   | 68,6        | 7686        | 11198      | 47           | 53           | 56           | 44           | 15,2            | 7           | 5            | 2             | 72            | 13           |
| Stadtteil V Breitenrain-Lorraine     | Breitfeld          | 351026   | 165,1       | 6227        | 3772       | 46           | 54           | 51           | 49           | 20,5            | 6           | 5            | 2             | 71            | 16           |
| Stadtteil V Breitenrain-Lorraine     | Breitenrain        | 351027   | 44,1        | 6371        | 14437      | 47           | 53           | 50           | 50           | 21,0            | 7           | 5            | 2             | 73            | 12           |
| Stadtteil V Breitenrain-Lorraine     | Lorraine           | 351028   | 66,3        | 4024        | 6066       | 48           | 52           | 58           | 42           | 18,5            | 7           | 7            | 4             | 70            | 12           |
| Stadtteil V Breitenrain-Lorraine     | Gesamt             | x        | 384,0       | 25706       | 6694       | 47           | 53           | 53           | 47           | 18,5            | 7           | 6            | 2             | 71            | 14           |
| Stadtteil VI Bümpliz-Oberbottigen    | Bümpliz            | 351029   | 297,6       | 16808       | 5647       | 46           | 54           | 51           | 49           | 33,5            | 7           | 7            | 3             | 61            | 21           |
| Stadtteil VI Bümpliz-Oberbottigen    | Oberbottigen       | 351030   | 1278,6      | 1405        | 110        | 51           | 49           | 58           | 42           | 8,0             | 6           | 11           | 3             | 60            | 20           |
| Stadtteil VI Bümpliz-Oberbottigen    | Stöckacker         | 351031   | 22,3        | 2089        | 9376       | 48           | 52           | 51           | 49           | 34,5            | 9           | 6            | 3             | 66            | 16           |
| Stadtteil VI Bümpliz-Oberbottigen    | Bethlehem          | 351032   | 424,4       | 14341       | 3379       | 47           | 53           | 52           | 48           | 39,8            | 8           | 8            | 3             | 63            | 18           |
| Stadtteil VI Bümpliz-Oberbottigen    | Gesamt             | x        | 2022,9      | 34643       | 1713       | 47           | 53           | 52           | 48           | 35,1            | 7           | 8            | 3             | 62            | 20           |
| Bern                                 | Gesamt             | 0351     | 5161,8      | 143278      | 2776       | 47           | 53           | 52           | 48           | 24,1            | 7           | 6            | 3             | 68            | 16           |

## Prognosen zur Stadt- und Bevölkerungsentwicklung in Bern

### Stadtentwicklungskonzept (STEK) 2016
Prognosen zur Entwicklung der Einwohnerzahl wurden für das Stadtentwicklungskonzept (STEK) 2016 erstellt. Dort wird bei gesteigerter Bautätigkeit und durch Nutzung von Verdichtungspotenzial bis 2030 mit einem Wachstum um 12 % von 140'000 im Jahr 2015 auf 157'000 Personen gerechnet. Die Entwicklung der einzelnen Stadtteile wird unterschiedlich eingestuft:
- Im Stadtteil I, der Inneren Stadt, werden kaum nennenswerte Veränderungen erwartet.
- In der Länggasse-Felsenau, im Stadtteil II, dürfte in den Jahren 2020 bis 2030 mit Einwohnerzuwächsen zu rechnen sein. Dies namentlich im Zuge der mutmasslichen Wohnbautätigkeit im Vierer- und Mittelfeld.
- Anders zeigt sich die Situation im Stadtteil III, Mattenhof-Weissenbühl: Der starke Einwohnerzuwachs der vergangenen Jahre dürfte sich allmählich verflachen und ab ca. Mitte der 2020er-Jahre in einen leichten Bevölkerungsrückgang übergehen.
- Im Stadtteil IV, Kirchenfeld-Schosshalde, wird ab den 2020er-Jahren mit einer starken Wohnbautätigkeit gerechnet, was zu einem markanten Einwohnerzuwachs führen dürfte.
- Auch im Stadtteil Breitenrain-Lorraine (V) wird – namentlich in den Jahren 2018 bis 2020 und ab 2025 – mit einer gegenüber den vergangenen Jahren höheren Wohnbautätigkeit gerechnet, was zu einer Zunahme der Bevölkerungszahl führen dürfte.
- Der Stadtteil VI, Bümpliz-Oberbottigen, wird wie bisher der einwohnerstärkste Stadtteil bleiben. Namentlich bei einem hohen Szenario dürfte auch hier der meiste neue Wohnraum entstehen, dies einerseits in den Jahren 2016 bis 2017, dann aber auch ab Mitte der 2020er-Jahre. Unter diesen Gesichtspunkten ist – beim hohen Szenario – gegen Ende des Prognosehorizontes mit einer Einwohnerzahl von mehr als 40'000 Personen zu rechnen.

### Bevölkerungsprognosen Stadt Bern bis 2050
Statistik Stadt Bern hat 2019 eine Prognose zur Bevölkerungsentwicklung bis 2050 für Bern nach drei Szenarien veröffentlicht.  Während das erwartete Wachstum bis 2050 bezogen auf heute für die Schweiz 25 % und den Kanton Bern 16 % beträgt (hier bis 2045), erwartet man für Bern bei Szenario Hoch ein Wachstum von 15 %, bei Szenario Mittel von 14 % und bei Szenario Tief von 8 %. Es liegt also unter der Erwartung für die Schweiz und entspricht bei Szenario Hoch dem Wachstum im Kanton, liegt bei den Szenarien Mittel und Tief darunter. Im Jahr 2023 wurde die Prognose bestätigt, obwohl 2020 die Zahl nicht im prognostizierten Bereich lag. Im September 2024 wurden präzisierte Zahlen vorgelegt.
| Jahr     | Prognose in 20019 | Prognose in 20019 | Prognose in 20019 | Prognose in 2023 | Prognose in 2024 |
| Jahr     | Hoch              | Mittel            | Tief              | Prognose in 2023 | Prognose in 2024 |
| -------- | ----------------- | ----------------- | ----------------- | ---------------- | ---------------- |
| 2015 Ist |                   | 140'567           |                   |                  |                  |
| 2020 Ist | 143'222           |                   |                   |                  |                  |
| 2024 Ist | 146455            |                   |                   |                  |                  |
| 2025     | 149'597           | 148'378           | 146'719           | 148'378          | 147'011          |
| 2030     | 153'713           | 152'119           | 149'462           | 152'119          | 153'491          |
| 2035     | 156'380           | 154'529           | 150'792           | 154'529          | 159'298          |
| 2040     | 158'346           | 156'314           | 151'400           | 156'314          | 159'997          |
| 2045     | 160'128           | 157'971           | 151'782           | 157971           | 160'019          |
| 2050     | 161'894           | 159'648           | 152'045           | 159'628          | 160'396          |

Die Zahlen von 2015 und 2020 entsprechen den realen Bevölkerungszahlen, ab 2020 sind es Prognosen. Das Szenario Hoch basiert auf den beobachtbaren Entwicklungen der Jahre 2013 bis 2017, das Szenario Mittel geht dazu von einer leicht reduzierten Zuwanderung von ausländischen Personen aus und das Szenario Tief ist zusätzlich ohne steigende Lebenserwartung gemäss BFS berechnet. Die Zahlen 2020 bis 2050 für die Schweiz und den Kanton entsprechen der ständigen Wohnbevölkerung gemäss Referenzszenario AR-00-2015 des Bundesamtes für Statistik. Im Bericht findet sich eine weitere Differenzierung nach Altersgruppen, Geschlecht, Heimat und den sechs Stadtteilen.

## Zuständige Fachstellen innerhalb Berns
Statistik Stadt Bern als zuständige Fachstelle liefert Daten über die Stadt Bern als Ganzes, aber auch zu den verschiedenen Stadtgliederungen im Rahmen des Stadtmonitorings. Die Ergebnisse werden in Form von Medienmitteilungen, Fach-Publikationen (Jahrbücher, Monatsberichte, Kurzberichte, Heftreihen etc.), dem Internet, sowie Dokumentationen veröffentlicht. Auskunfterteilungen und Auswertungen gemäss besonderen Kriterien sind weitere Aufgaben. Aktuelle Grundlage ist die Verordnung über die Statistik in der Stadt Bern
Alle Einwohnerzahlen innerhalb Berns und darauf bezogene Statistiken von Statistik Stadt Bern beinhalten alle in der Stadt Bern mittels Heimatschein, Heimatausweis oder Ausländerausweis registrierten Personen (einschliesslich Nebenwohnsitz und nichtständige Wohnbevölkerung). Dieser Unterschied zu üblicherweise verwendeten Zahlen des BfS wird damit begründet, dass alle hier lebenden Personen für die Planung der Infrastruktur von Bern berücksichtigt werden müssen. Damit schweizweit in Statistiken nicht mehr Personen erscheinen als tatsächlich existieren, zählt das BfS nur die ständige Wohnbevölkerung, wenn nichts anderes angegeben ist.
Geografische Angaben und Karten werden von Geoinformation Stadt Bern bereitgestellt. Ein interaktiver Stadtplan erlaubt es u. a., 11 «Overlays» auszuwählen und miteinander zu kombinieren. Stadtteile, statistische Bezirke und gebräuchliche Quartiere gehören ebenso dazu wie Schulkreise, Volkszählungsquartiere und Postleitzahlenbereiche. Auch Objekte wie Verwaltungsstandorte, Botschaften oder Stimmlokale kann man wählen. Mittels der Ansicht «Werkzeuge» können Koordinaten, Distanzen oder die Grössen von Flächen ermittelt werden. Die wichtigsten geografischen Kenndaten der Stadtteile, statistischen Bezirke und gebräuchlichen Quartiere sind ebenfalls dort verfügbar, worauf deren nachfolgende Darstellung beruht. Geografische Daten sind auch auf opendata.swiss, dem zentralen Portal für frei zugängliche Daten der Schweizer Behörden (Open Government Data, OGD) abrufbar.

## Navigationsleisten mit Übersichten
Die Angaben in den Infoboxen rechts oben in jedem Artikel zu den folgenden Untergliederungen sind durch Statistik Bern bzw. den Geoinformationsdienst Bern konsolidiert – beziehen sich zunächst nur auf die genannte Untergliederung. Für namensgleiche andere Untergliederungen müssen sie nicht zutreffen.